# 斯塔克縣 (北達科他州)
斯塔克县（英語：Stark County）是美国北达科他州西南部的一個縣。面積3,472平方公里。根據美國2000年人口普查，共有人口22,636人。縣治迪金森（Dickinson）。該縣成立於1879年，縣政府成立於1883年5月30日，縣名紀念聯合太平洋鐵路副主席喬治·斯塔克（George Stark）。